# اولین بوسه من (ترانه)
«اولین بوسه من» (به انگلیسی: My First Kiss) تک‌آهنگی از تری‌اوه‌تری، کشا است که در ۴ مه ۲۰۱۰ منتشر شد.
این تک‌آهنگ در چارت‌های ، جزو ده ترانه اول قرار گرفت.